# Йобст Николас I Гогенцоллерн
Йобст Николаус I Гогенцоллерн, (Jobst Nikolaus I. von Hohenzollern) также известен как Йост Николаус I или Йос Николаус I (1433 — 9 февраля 1488) — немецкий дворянин из швабской ветви дома Гогенцоллернов, граф Гогенцоллерн (1433—1488).

## Биография
Старший сын Эйтеля Фридриха I Гогенцоллерна (до 1384—1439), графа Цоллерна (1401—1433), и Урсулы фон Рецюнс (ум. 1477), дочери и наследницы Георга Бруно фон Рецюнса.
После своего рождения Йобст стал номинальным графом Гогенцоллерном. Вначале он находился под регентством и опекой своего отца Эйтеля Фридриха I Гогенцоллерна. Согласно договору с домом Вюртемберг от 1429 года, после пресечения мужского потомства швабские владения Гогенцоллернов должны были перейти во владение графов Вюртембергских. После рождением Йобста Николауса этот риск был предотвращен.
Император Священной Римской империи Фридрих III в 1471 году предоставил Йобсту Николаусу и его потомкам сюзеренитет в своём графстве и права чеканить собственную монету. В 1488 году Йобст Николаус приобрел во владение замок Хайгерлох с округой. Он перестроил родовую столицу — Замок Гогенцоллерн, который был резиденцией графов Гогенцоллерн до конца 18 века.
В это время графство Цоллерн находилось в условиях нестабильной политической ситуации. Графство было разделено между Эйтелем Фридрихом I и Фридрихом XII, отцом и дядей Йобста. Финансовое положение было почти безнадежным, существовал риск, что швабская линия Гогенцоллернов угаснет. Фридрих XII продал свои владения, чтобы улучшить своё материальное положение. В правление Эйтеля Фридриха I, отца Йобста, ситуация в графстве стала улучшаться. Его сын и наследник Йобст Николаус смог значительно увеличить свой удел.

## Брак и дети
В 1448 году Йобст Николаус женился на графине Агнессе Верденберг-Хайлигенберг (1434—1467), сестре епископа Аугсбургского Иоганна II. Их дети:
- Фридрих II (1451 — 8 марта 1505), епископ Аугсбурга (1486—1505)
- Эйтель Фридрих II (1452—1512), граф Гогенцоллерн (1488—1512)
- Эйтель Фридрих Младший (1454—1490), голландский адмирал
- Фридрих Альберт (ум. 16 июля 1483), полковник имперской армии, погиб при Утрехте
- Фридрих Иоганн (ум. 18 ноября 1483), полковник имперской армии, погиб в битве при Дендермонде
- Елена (ок. 1462 — 11 ноября 1514), муж — граф Иоганн II Вальдбург-Вольфегг (ум. 1511)